# ワルタリ
ワルタリ（Waltari）は、フィンランドのメタル・バンド。アルバムごとに見せる表情の変わる豊かで特異な音楽性から、ヨーロッパでは広く認知されている。

## 略歴
1986年、ヘルシンキにてカルツュ・ハタッカ（ボーカル、ベース）、ヤリオト・レヘティネン（ギター）、サレ・スオマライネン（ドラム）によって結成。バンド名の由来は、フィンランドの作家ミカ・ワルタリ（Mika Waltari）から。
1989年、サミ・ウリ＝シルニオがセカンド・ギタリストとして加入。
1990年、サレ・スオマライネンが脱退し、新たにヤンネ・パルヴィアイネンがドラマーとして加入。
1995年、サミが脱退し、元ストーンのギタリストであるローペ・ラトヴァラが加入。
2001年、ローペが脱退し、サミが復帰。
2002年、ヤンネが脱退（シナジーに加入するが、後に脱退）。
2003年、ヤンネの後任に、ツアー・ドラマーとして活躍したミカ・ヤルヴェライネンが加入。
2005年、ミカが一身上の都合により脱退し、代わりにヴィッレ・ヴェヘヴィライネンが加入。
2013年、ヤンネ・インモネンが脱退し、ヤニ・ホッリが加入。更にキモ・コルホネン、ニノ・シルヴェンノイネンのギタリスト2名が追加加入し、ヘヴィメタル・バンドとしても珍しいギター4人体制となる。
2017年にニノ・シルヴェンノイネンが脱退し、アンティ・コレヘマイネンが加入。

## 音楽的特徴
先進的で遊び心に富んだバラエティ豊かな音楽性を持つ。ヘヴィ、デス、ロック、パンク、スラッシュ、インダストリアル、ダンス、シンフォニー、ラップやテクノといった様々な音楽を取り入れた作品を発表している。その多様性からミクスチャーメタルとも呼ばれる。シンガーのカルツュの歌声も、幅広く表情豊かな音楽の大きな要素となっている。

## メンバー

### 現在のメンバー
- カルツュ・ハタッカ (Kärtsy Hatakka) - ボーカル、ベース、キーボード（1986年- ）
- ヤリオト・レヘティネン (Jariot Lehtinen) - ギター（1986年- ）
- サミ・ウリ＝シルニオ (Sami Yli-Sirniö) - ギター（1989年-1995年、2001年- ）

クリーター、バレン・アースでも活動。
- キモ・コルホネン (Kimmo Korhonen) - ギター（2013年- ）

アンベリアン・ドーンでも活動。
- アンティ・コレヘマイネン (Antti Kolehmainen) - ギター（2017年- ）
- ヤニ・ホッリ (Jani Hölli) - キーボード（2013年- ）
- ヴィッレ・ヴェヘヴィライネン (Ville Vehviläinen) - ドラム（2005年- ）

### 旧メンバー
- ローペ・ラトヴァラ (Roope Latvala) - ギター（1995年-2001年）

元ストーン（後に再結成）。脱退後、2004年にチルドレン・オブ・ボドムに加入（2015年脱退）。この他に、シナジー等でも活動していた。
- ニノ・シルヴェンノイネン (Nino Silvennoinen) - ギター（2013年-2017年）
- ヤンネ・インモネン (Janne Immonen) - キーボード（2006年-2013年）
- サレ・スオマライネン (Sale Suomalainen) - ドラム（1986年-1990年）
- ヤンネ・パルヴィアイネン (Janne Parviainen) - ドラム（1990年-2002年）

脱退後、シナジー(後に脱退)、エンシフェルムに加入した。
- ミカ・ヤルヴェライネン (Mika Järveläinen) - ドラム（2003年-2005年）

### ライブ・サポート
- トテ・ハタッカ (Tote Hatakka) - キーボード

## ディスコグラフィ

### スタジオ・アルバム
- Monk-Punk (1991年)
- 『トーチャ!』 - Torcha! (1992年)
- So Fine! (1994年) ※コラボレーション with アンゲリット
- Big Bang (1995年)
- Yeah! Yeah! Die! Die! Death Metal Symphony in Deep C (1996年) ※with Avanti! symphony orchestra
- Space Avenue (1997年)
- Radium Round (1999年)
- Channel Nordica (2000年) ※コラボレーション with アンゲリット
- Rare Species (2004年)
- Blood Sample (2005年)
- Release Date (2007年)
- Below Zero (2009年)
- Covers All (2011年)[1]
- You are Waltari (2015年)
- 『グローバル・ロック』 - Global Rock (2020年)

### コンピレーション・アルバム
- Pala leipää (1993年)
- Decade (1998年)
- Early Years (2006年)
- The 2nd Decade – In the Cradle (2008年)
- 『サード・ディケイド - アニヴァーサリー・エディション』 - 3rd Decade - Anniversary edition (2021年) ※再録音アルバム

### EP
- Waltari (demo) (1988年)
- Roskia/Avfall EP (1989年)
- Mut Hei EP (1990年)
- Aika tuulee EP (1992年)
- Misty Man EP (1994年)
- The Stage EP (1995年)
- Blind Zone EP (1997年)
- Back to Persepolis EP (2001年)
- Not Enough EP (2005年)

## 外部サイト
- 公式ウェブサイト
- 旧公式ウェブサイト
- ワルタリ - Discogs（英語）